# Otto Palandt

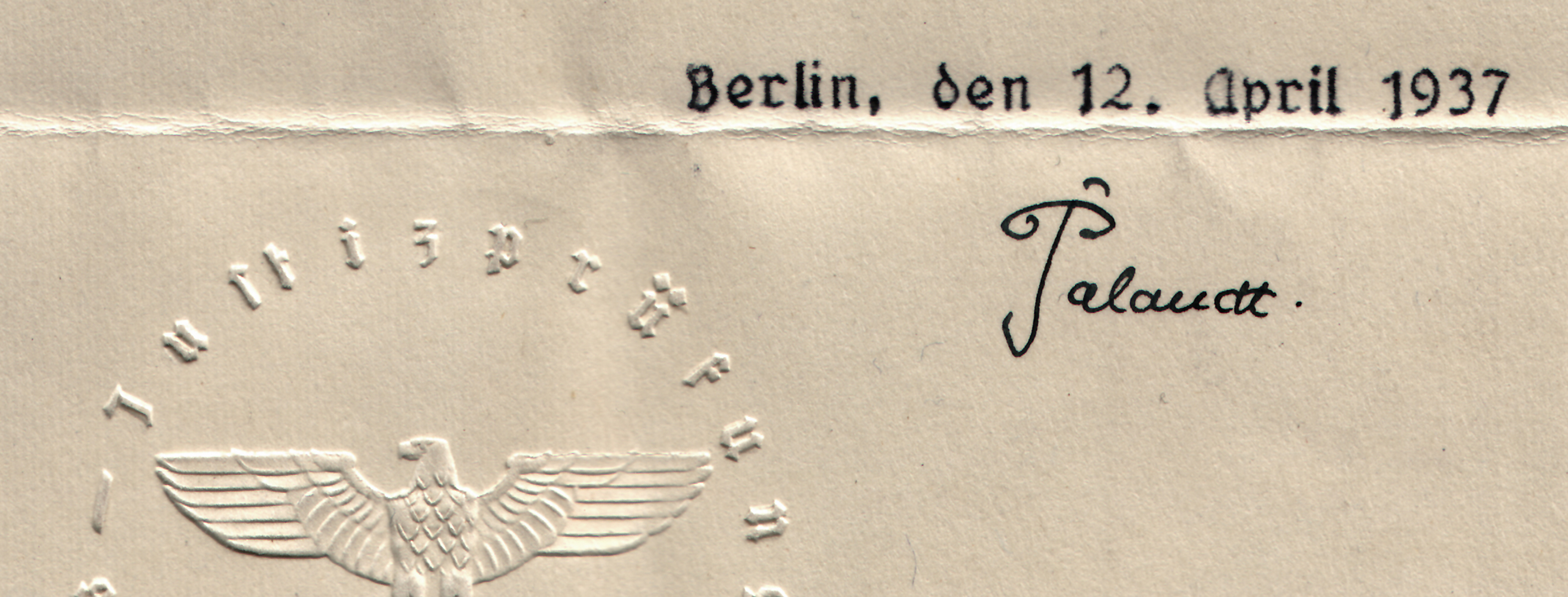
Urkunde des Reichsjustizprüfungsamts mit Palandts Unterschrift, Berlin, 12. April 1937

Otto Palandt (* 1. Mai 1877 in Stade; † 3. Dezember 1951 in Hamburg) war ein deutscher Richter und von 1934 bis 1943 Präsident des Reichsjustizprüfungsamts. Ab der 1. Auflage 1938 bis zu seinem Tod war er Herausgeber des BGB-Kommentars Palandt, der noch bis zur 80. Auflage 2021 unter seinem Namen erschien.

## Leben
Nach dem Abitur 1896 am Gymnasium Andreanum in Hildesheim studierte Palandt Jura an den Universitäten in München, Leipzig und Göttingen. Im Jahr 1899 absolvierte er in Celle das erste juristische Staatsexamen mit der Note gut. Im gleichen Jahr begann er das Rechtsreferendariat in Zellerfeld (Harz). 1902 wurde Palandt an der Universität Heidelberg, nach der damals dort geltenden Promotionsordnung ohne Dissertation, promoviert. 1904 legte er, ebenfalls in Celle, das zweite juristische Staatsexamen (erneut mit der Note gut) ab. Eine Richterstelle, noch dazu am Amtsgericht Znin (Provinz Posen), erhielt er erst 1906 nach über 80 Bewerbungen, wofür ursächlich gewesen sein mag, dass er sich der Aufforderung zu einem verbotenen Duell verweigert hatte. Dort war er bis 1912 Amtsrichter, darauf am Landgericht Kassel, während des Ersten Weltkrieges am Kaiserlichen Obergericht in Warschau, Generalgouvernement Warschau. 1916 zum Oberlandesgerichtsrat am Oberlandesgericht Posen befördert, wechselte Palandt 1919 zum Oberlandesgericht Kassel.
1926 scheiterte seine Bewerbung für das Amt eines Senatspräsidenten am Oberlandesgericht Celle, obwohl er in die allerengste Wahl gekommen war. Ausschlaggebend war wohl eine förmliche Missbilligung, die Palandt 1924 erhalten hatte, nachdem er Rechtsanwälten Material für Prozesse angeboten hatte, in denen die Einlösung von Banknoten in Polnischer Mark streitig war, die die Reichsbank in der Zeit des Ersten Weltkriegs garantiert hatte. Er soll damals zeitweise auch Justiziar der ausgebenden Polnischen Landeskreditanstalt gewesen sein.
Zum 1. Mai 1933 trat Palandt der NSDAP bei (Mitgliedsnummer 3.217.271). Seit dem 1. Juni 1933 war er Vizepräsident und im Dezember 1933 wurde er Präsident des preußischen Juristischen Landesprüfungsamtes, 1934 Präsident des Reichsjustizprüfungsamts, was jeweils verbunden war mit der Funktion des Leiters der Ausbildungsabteilung des Justizministeriums, dessen Bestandteil das jeweilige Prüfungsamt war. Zuvor war Palandt wohl schon ab 1931 im Wege der Abordnung sog. hauptamtliches Mitglied des preußischen Juristischen Landesprüfungsamtes gewesen. Es wurde vermutet, dass Roland Freisler, ab März 1933 als Ministerialdirektor im preußischen Justizministerium Leiter der Personalabteilung, Palandt für die Präsidentenstellen empfohlen hatte, weil Freisler zuvor Rechtsanwalt in Kassel war und Palandt von dort kannte. Neuerdings wird angenommen, dass sich der bisherige Präsident des Prüfungsamts, Wilhelm Schwister, der Palandt schon früher unterstützt hatte, erneut für diesen einsetzte.
In seine Zuständigkeit fiel der Erlass der neuen Justizausbildungsordnung, die die NS-Ideologie zum Ausbildungsziel erklärte und von Palandt zustimmend „im amtlichen Auftrag erläutert“ wurde. In diesem Kommentar äußerten Palandt und sein Mitverfasser u. a., es sei „Sache des Mannes, das Recht zu wahren“; sie lehnten zugleich die Auffassung ab, dass man aus der neuen Ausbildungsordnung ableiten könne, dass nur noch Männer zur ersten juristischen Staatsprüfung zuzulassen seien. Palandt übernahm häufig selbst den Vorsitz der Prüfungskommission für die große Staatsprüfung, die nunmehr vor dem Reichsjustizprüfungsamt abzulegen war und war auch als Prüfer für die erste Staatsprüfung im Prüfungsamt beim Kammergericht in Berlin tätig.
1938 übernahm Palandt kurzfristig auf Ersuchen des Verlags C. H. Beck die Herausgeberschaft für einen bereits fertig gestellten Kommentar zum Bürgerlichen Gesetzbuch, dessen eigentlich vorgesehener Herausgeber Gustav Wilke tödlich verunglückt war. Palandt verfasste dazu Vorwort und Einleitung bis zur zehnten Auflage 1952. Die befürwortenden Ausführungen zur NS-Ideologie ließ er nach der sechsten Auflage 1945 entfallen. Die Gesamtredaktion, für die er auch verantwortlich zeichnete, soll tatsächlich nur vom Verlag erledigt worden sein. Der Kommentar erschien trotz Kritik weiter unter dem Namen Palandt bis einschließlich der 80. Auflage 2021.
Palandt befand sich bei Kriegsende in Langensalza in Thüringen, das seit Juli 1945 zur Sowjetischen Besatzungszone gehörte. Seit Ende 1945 unterrichtete er Philosophie an der örtlichen Volkshochschule. Anfang 1946 bescheinigten ihm die dortigen Ortsgruppen der politischen Parteien, dass gegen seine beantragte Aufnahme in die Ost-CDU (CDUD) keine Bedenken bestünden, obwohl vermerkt wurde, dass er Beamter des Justizministeriums und seit 1933 Mitglied der NSDAP gewesen war.
Im Vorfeld der siebten Auflage des BGB-Kommentars ergab sich die Notwendigkeit einer Entnazifizierung in einer der westlichen Besatzungszonen nebst Wechsel des Wohnsitzes. Palandt entschied sich für Hamburg in der Britischen Besatzungszone, wo die Praxis weniger streng war als am Sitz des Verlags in München, das zur Amerikanischen Besatzungszone gehörte. In Hamburg wurde er 1948 zunächst als Mitläufer und in der Berufungsinstanz als entlastet eingestuft. Das Verfahren soll geprägt gewesen sein von „exkulpierenden Narrativen und einer selektiv präsentierten Vita“; Palandt habe sich als projüdischer Gegner des Nationalsozialismus dargestellt. Ab 1949 unterrichtete er als Lehrbeauftragter an der Universität Hamburg Bürgerliches und Handelsrecht.
Otto Palandt war ein Enkel von Friedrich-Wilhelm Schwemann.

## Schriften
- mit Emanuel Gischel: Handbuch für das Generalgouvernement Warschau, Ausgabe A: Die Verordnungen für das Generalgouvernement Warschau. Umfassend die Zeit von der Einrichtung der Zivilverwaltung für Polen bis zum Erlaß der Proklamation betr. Errichtung eines Königreichs Polen. Deutscher Verlag, Warschau 1917.